# Elymus stipifolius
Elymus stipifolius är en gräsart som först beskrevs av Vasilij Matvejevitj Tjernjajev och Sergej Arsenjevitj Nevskij, och fick sitt nu gällande namn av Aleksandre Melderis. Elymus stipifolius ingår i släktet elmar, och familjen gräs. Inga underarter finns listade i Catalogue of Life.